# 24e régiment d’infanterie
Das 24e régiment d’infanterie – (dt.: 24. Infanterieregiment) aufgestellt als „Régiment de Brie“ war bis zu seiner Auflösung im Jahre 1997 ein aktiver und wieder seit 2013 ein Reserveverband des französischen Heeres.

## Aufstellung und Umbenennungen
- 1775: Aufgestellt in Straßburg aus dem II. und IV. Bataillon des Régiment Royal[1].
- 1791: Umbenennung in „24e régiment d’infanterie de ligne“

- 1793: Erste Heeresreform Das Regiment wurde als 1er bataillon „ci-devant de Brie“ zur 47e demi-brigade de bataille und als 2e bataillon „ci-devant de Brie“ zur 48e demi-brigade de bataille abgestellt. Damit endet der zunächst der Regimentsverband und auch die Traditionslinie

- 1803: Umbenennung der „24e demi-brigade d’infanterie de ligne“[2] in 24e régiment d'infanterie de ligne (de facto Weiterführung der Regimentstradition)

- 1814: ?
- 1815: Mit der Auflösung der Napoleonischen Armee durch königliches Dekret im Herbst wurde die Bezeichnung „Regiment“ zunächst abgeschafft und durch den Begriff „Legion“ mit territorialem Namensbezug ersetzt. (z. B. „Légion de l'Ain“)
- 1820: Die „Legion“ wurde wieder durch „Regiment“ ersetzt. Die Einheit wurde jetzt erneut zum „24e régiment d'infanterie de ligne“

- 1854: Der Name wurde definitiv in „24e régiment d’infanterie“ geändert
- 1914: Bei der Mobilmachung wurde aus dem Regiment sein etatmäßiges Reserveregiment, das „224e régiment d’infanterie“ aufgestellt
- 1997: Am 13. Juni wurde das Regiment aufgelöst.
- 27. Juni 2013: Wiederaufstellung als „Bataillon de réserve Île-de-France - 24e Régiment d'Infanterie“

## Garnisonen
- Aufstellung in Straßburg
- Mai 1776: Verlegung nach Phalsbourg
- November 1777: Verlegung nach Antibes und Monaco
- Dezember 1778: Verlegung nach Neu-Breisach
- Dezember 1779: Verlegung nach Phalsbourg
- November 1781: Nach der Rückkehr aus Nordamerika Garnison in Saint-Pol-de-Léon
- 1783 Verlegung nach Lille
- April 1786: Verlegung nach Berghes und Gravelines
- Mai 1788: Verlegung nach Thionville
- September 1788: Verlegung nach Metz
- September 1789: Verlegung nach Lille

## Mestres de camp/Colonels
Mestre de camp war von 1569 bis 1661 und von 1730 bis 1780 die Rangbezeichnung für den Regimentsinhaber und/oder für den mit der Führung des Regiments beauftragten Offizier. Die Bezeichnung „Colonel“ wurde von 1721 bis 1730, von 1791 bis 1793 und ab 1803 geführt.
Nach 1791 gab es keine Regimentsinhaber mehr.
Sollte es sich bei dem Mestre de camp/Colonel um eine Person des Hochadels handeln, die an der Führung des Regiments kein Interesse hatte, so wurde das Kommando dem „Mestre de camp lieutenant“ (oder „Mestre de camp en second“) respektive dem Colonel-lieutenant oder Colonel en second überlassen.

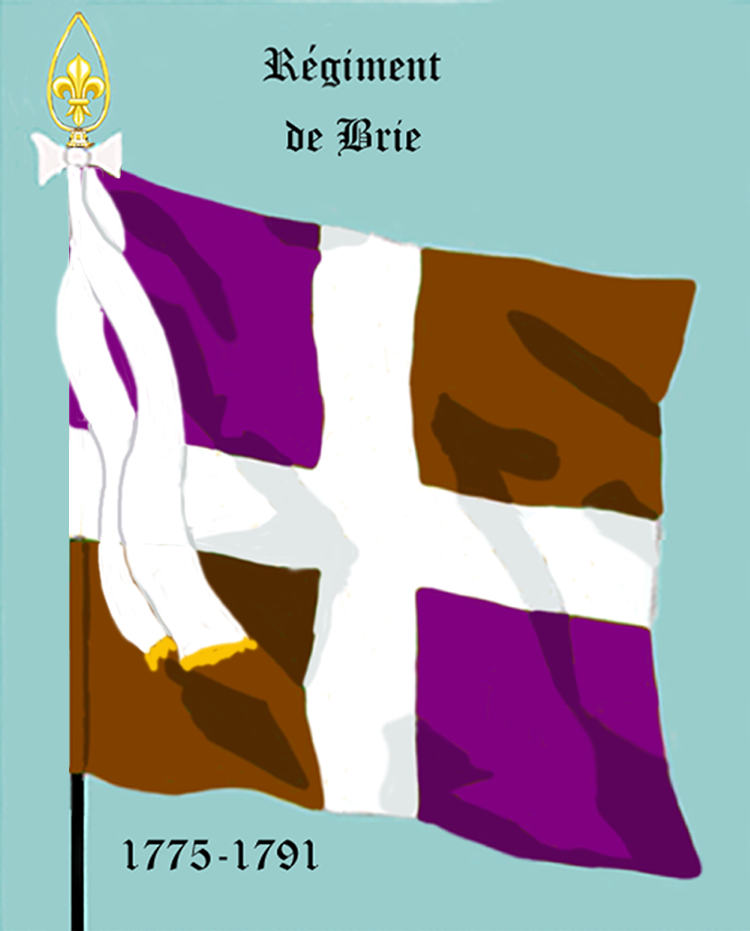
Fahne des „Régiment de Brie“

- 26. April 1775: Mestre de camp Jean-Gabriel de La Roque, comte de Podenas[3]
- 1. Januar 1784: Colonel Jean-Gabriel René François de Fouquet, marquis d’Auvillars
- 25. Juli 1791: Colonel Jean-Baptiste Symon de Solémy
- 16. Mai 1792: Colonel Pierre Antoine Dupont-Chaumont
- Colonel Semelle: verwundet am 26. Dezember 1806, 8. Februar 1807 und 14. Juni 1807
- Colonel Jamin: verwundet am 5. März 1811
- Colonel Henry: verwundet am 31. Juli 1813
- 1. August 1870: Colonel d’Arguesse
- 1901–1906: Colonel Auguste Clerc
- 2. August 1914: Colonel Heriot
- 23. Mai 1915: Lieutenant-colonel Bühler
- Mai bis Juni 1940: Colonel Gabriel Sausse

### Ancien Régime
Teilnahme an den Feldzügen in Nordamerika gegen die Engländer bis zum Sieg in der Schlacht von Yorktown

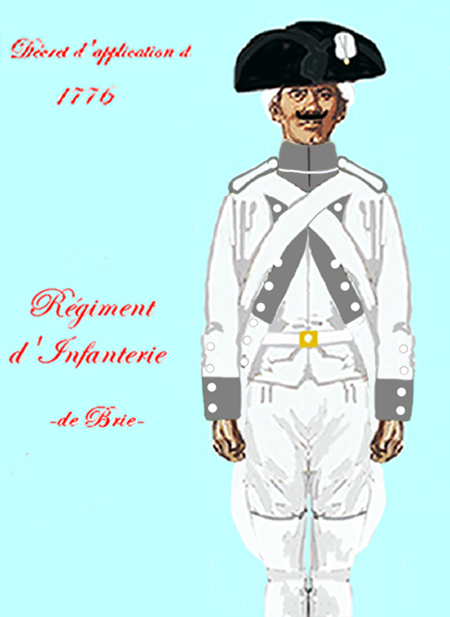
Uniform 1776–1779
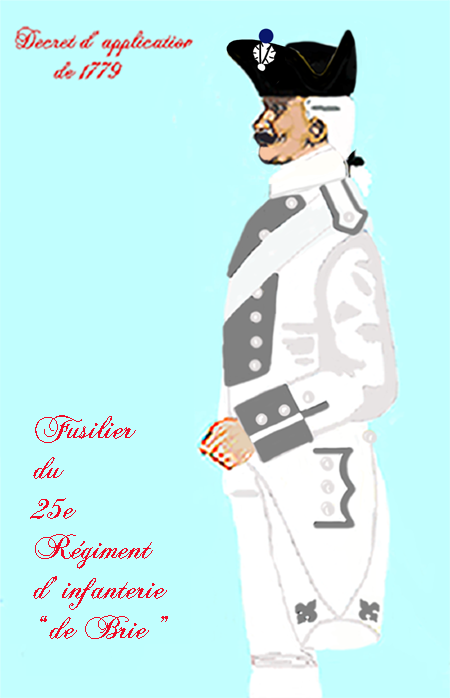
Uniform 1779–1791
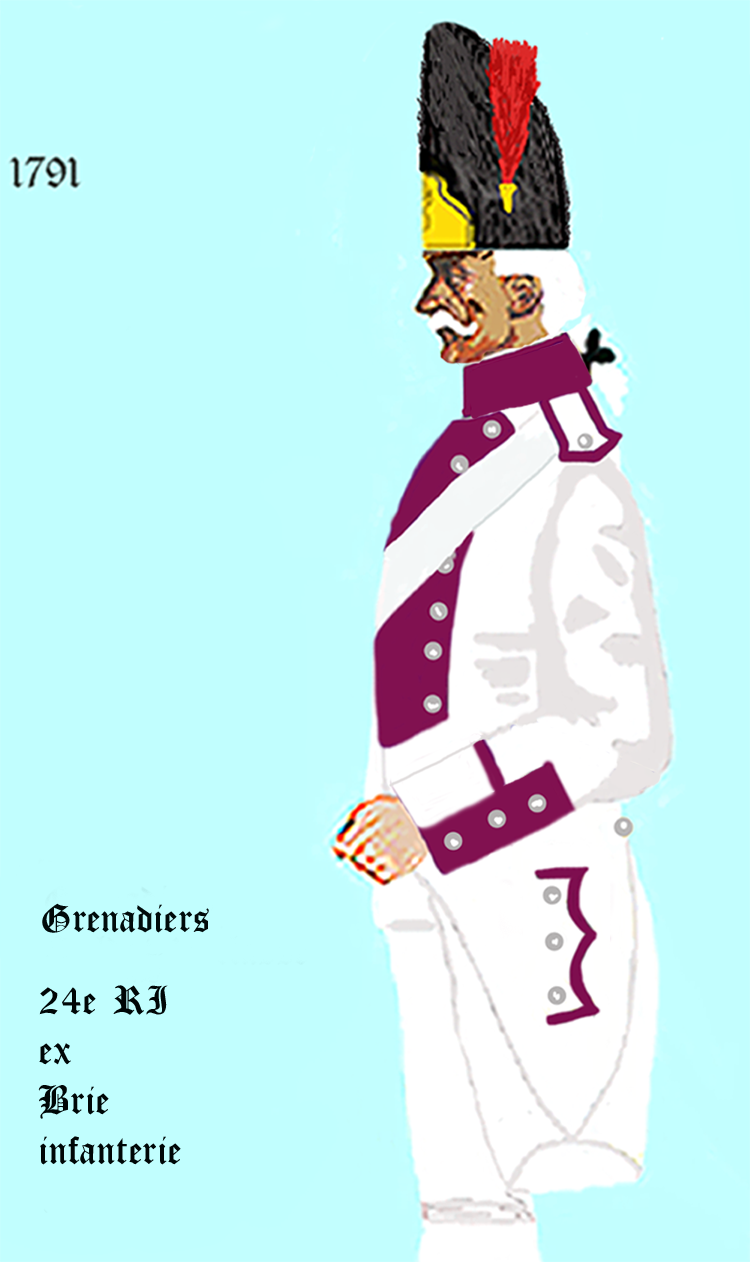
Uniform 1791
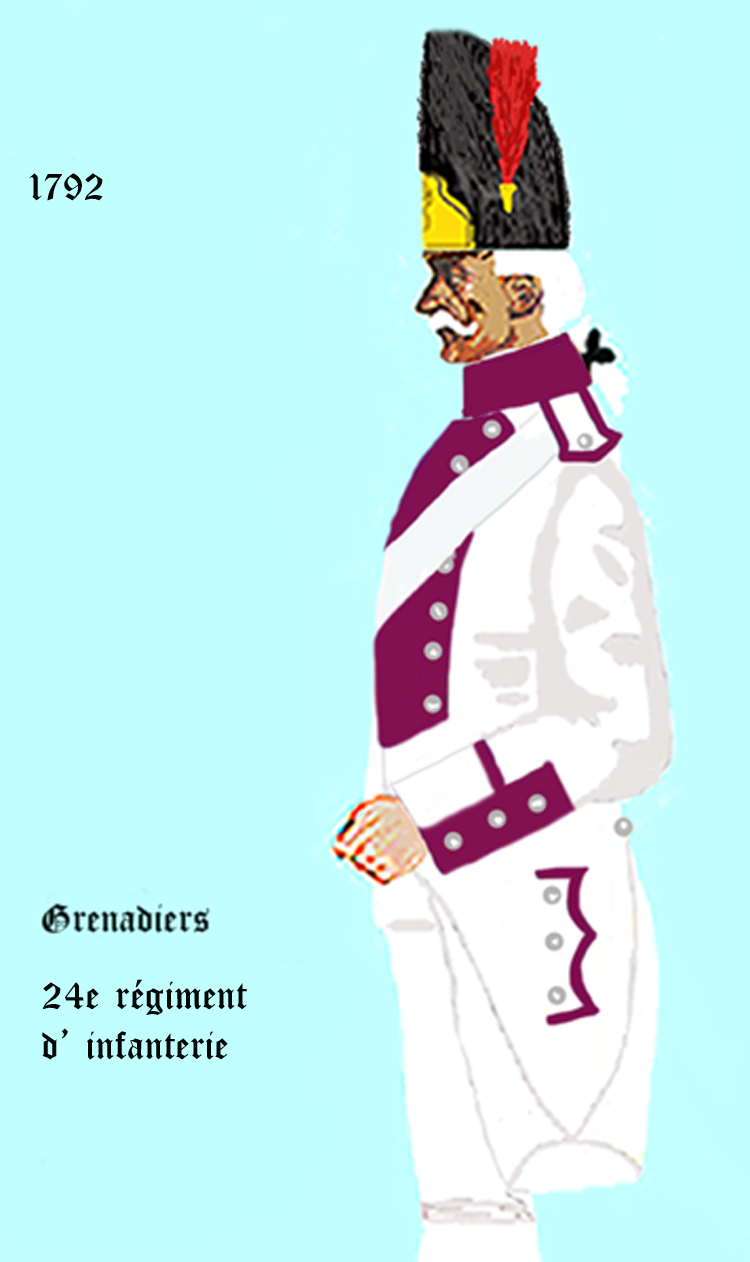
Uniform 1792–1794

## Einsatzgeschichte

### Revolution und Erstes Kaiserreich
- April 1790: Nach den Unruhen in Lille besetzte das Regiment die Zitadelle
- 1792: Das 1. Bataillon blieb zunächst in Lille zurück, während das 2. Bataillon zu Zentrumsarmee abkommandiert wurde. Es kämpfte am 17. Mai bei Jalin.

Feldzug mit der Armée de la Moselle nach Trier,  Teilnahme an der Kanonade bei Valmy und der Schlacht bei Jemappes
- 1793: Schlacht bei Neerwinden und Schlacht bei Hondschoote Das Regiment wurde in „24e demi-brigade de bataille“ umbenannt und im Jahre 1794 von der Armée de Sambre-et-Meuse  zur Armée du Nord (Nordarmee) abgestellt.
- 1794: Kämpfe bei Kaiserslautern, Fleurus, Mont-Cassel, Einnahme von Bois-le-Duc, Belagerung von Nijmegen und Mossenheim

- 1803 Umbenennung von „24e demi-brigade de ligne“ in  „24e régiment de ligne“.
- 1806: Feldzug gegen Preußen und in Polen. Teilnahme an der Schlacht bei Jena
- 1807: Schlacht bei Eylau

Schlacht bei Friedland, wo das Regiment bei einem Bajonettangriff eine Abteilung der russischen Gardeinfanterie aufreiben konnte.
- 1808: Gefechte bei Espinosa de las Monteros und Somo-Sierra
- 1809: Schlacht bei Wagram, Schlacht bei Aspern

Verlegung nach Spanien
Kämpfe bei Ucles und Talevera-de-la-Reyna
- 1811: Chiclana and Fuentes-d-Onoro
- 1812: Belagerung von Cádiz
- 1813: Kämpfe bei Miranda and Vittoria
- 1813: Kämpfe bei Danzig und Dresden
- 1814: Kämpfe bei Mormant, Mery, Craonne, Laon, Reims, Saint-Dizier, Saint-Julien (Vosges), Saint-Georges, Limonest und Besançon

- Verluste an Offizieren zwischen 1804 und 1815

getötet: 27
an der Verwundung gestorben: 21
verwundet: 137

### 1815 bis 1848
Gefecht bei Montmelian. Am 15. Juni 1815 erhielt das Regiment unter seinem Kommandeur, dem Colonel Antoine-François Genevay, eine Belobigung, da es das „Regiment de Savoie“ (68e R.I.) vor der Vernichtung bzw. Gefangennahme bewahrt hatte.
Im Jahre 1836 verlegte das Regiment nach Algerien, wo es sich im Gefecht bei „La Chiffa“ auszeichnete. Ansonsten wurde es oftmals zu Straßenbau- und sonstigen Erdarbeiten eingesetzt, was ihm den Spitznamen „Régiment de la pioche“ (Regiment mit der Spitzhacke) einbrachte.

### Zweites Kaiserreich
- Deutsch-Französischer Krieg

Am 1. August 1870 wurde es der Armée du Rhin zugewiesen. Mit dem „40e régiment d’infanterie“ unter Colonel Vittot formierte es die „2e brigade“ (Général Micheler). Diese bildete zusammen mit der „1e brigade“ (Général Doens), zwei Artilleriebatterien mit Geschützen Canon de 4 modèle 1858, einer Batterie Mitrailleusen und einer Pionierkompanie die 3e division d’infanterie (Général de division Merle de Labrugiere de Laveaucoupet). Sie gehörte zum „2e corps d’armée“ unter dem Général de division Charles Auguste Frossard.
- 3. August 1870 – Das Regiment stand auf den Höhen bei Sankt Arnual.
- 5. August 1870 – Auf den Höhenzügen bei Saarbrücken
- 6. August 1870 – Schlacht bei Spichern. Die „Brigade Micheler“  stand in der ersten Linie hinter dem Dorf Spichern.  Nachdem die Schlacht verloren war, zogen sich die Truppen  Frossards nach Metz zurück wo sie eingeschlossen wurden und kapitulieren mussten. Die Fahne des Regiments wurde vorher von der Stange abgerissen und in so viele Stücke zerteilt, als Offiziere anwesend waren. Auf diese Weise konnte sie nicht vom Feind erbeutet werden.

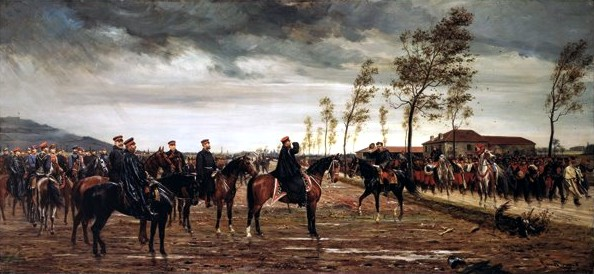
Conrad Freyberg: Übergabe von Metz

## Erster Weltkrieg

### 1914
Nach Beginn des Ersten Weltkrieges war das Regiment am 2. August 1914 Teil der 11. Brigade in der 6. Infanteriedivision im 3. Armeekorps. Der Stab, das 1. und das 3. Bataillon waren in Paris stationiert, das 2. Bataillon in Bernay (Eure). Am 6. August wurden die Pariser Einheiten auf dem Gare des Batignolles (Bahnhof Batignolles) und das 2. Bataillon in Bernay auf die Bahn verladen. Am nächsten Tag erreichten der Stab und die beiden Bataillone aus Paris ihr Ziel in Rethel, das 2. Bataillon folgte kurze Zeit später und stieß bei Sab an der Sambre zum Regiment.
Im folgenden Zeitraum rückte das Regiment nach Mézières, um dann, in einem plötzlichen Richtungswechsel die Front in Belgien als neuen Einsatzort zu erhalten. Am 21. August wurde die Sambre überquert, um in Anderlues in Stellung zu gehen. Am Abend des 22. August hatten die zwei Kilometer vor Anderlues in vorderster Linie liegenden Bataillone „Denvignes“ und „Nicolas“ eine erste Feindberührung. Obwohl die Bataillone durch Ausfälle immer mehr geschwächt wurden, gelang es ihnen die feindlichen Angriffe zurückzuweisen. Gelegentlich kam es sogar zu Gegenangriffen mit dem Bajonett, wie der des Lieutenant-colonel Fesch, der am Abend einen solchen Angriff anführte. Bei Anbruch der Nacht ließen die feindlichen Angriffe schließlich nach. Bis dahin hatte das Regiment erhebliche Ausfälle zu verzeichnen.
- Lieutenant-colonel Fesch – tödlich verwundet
- Capitaine Gévin – gefallen
- Lieutenant (Oberleutnant) de La Hoyère – gefallen
- Lieutenant de Salle – gefallen
- Sous-lieutenant (Leutnant)  Germain – gefallen
- Sous-lieutenant Bargeot – gefallen
- Capitaine Potet – verwundet
- Capitaine Mastracci – verwundet
- Lieutenant Hurt – verwundet
- Lieutenant Bassot – verwundet
- Lieutenant Perrin – verwundet
- Lieutenant Gamarse Maire – verwundet
- Sous-lieutenant Huidet – verwundet
- Sous-lieutenant Truttmann – verwundet
- Sous-lieutenant Schatz – verwundet

Weitere 939 Unteroffiziere und Mannschaften waren gefallen oder verwundet.
- 23. August: Kämpfe bei Charleroi
- 29. August: Kämpfe bei Guise
- Erste Schlacht an der Marne

### 1915
- Das 24e R.I. wurde zusammen mit dem  „28e régiment d’infanterie“ als 11e brigade dem „3e corps d’armée“ zugeteilt. Es folgte dann die Abgabe zur „43e division“ (21e corps d’armée), welche an der Maioffensive von 1915 beteiligt war. Das Regiment löste am 15. Mai 1915, das „158e régiment d’infanterie“ im Frontabschnitt d’Aix-Noulette ab. Ein Sektor, in dem das ständige Artilleriefeuer und der andauernde enge Kontakt mit dem Feind zu schweren Verlusten führte. Am 25. Mai erfolgte nach nur schwacher Vorbereitung ein Infanterieangriff über das zerwühlte Vorgelände, bei dem die meisten Angreifer durch das Maschinengewehr- und Gewehrfeuer niedergestreckt wurden. Eine kleine Angreifergruppe konnte in den deutschen Graben eindringen, wo sie von einem Gegenstoß niedergekämpft wurden. Nur eine geringe Anzahl der Angreifer kehrte in ihre Stellung zurück.

Zwischen dem 15. und dem 25. Mai hatte das Regiment an Verlusten zu beklagen:
30 Offiziere, davon 10 gefallen
1055 Unteroffiziere und Mannschaften, davon 160 gefallen
Am Morgen des 26. Mai wurde es abgelöst und mit Automobilen zur Auffrischung in die Gegend von Fosseux gebracht. Nach einem Monat Ruhe kehrte es an die Front zurück. Es führte verschiedene Aufgaben in der Region Arras aus und nahm unter anderem am Durchbruch bei Montenescourt teil. Danach war es vom 21. Juni bis zum 7. Juli 1915 als Reserve in dem Ort Grand-Servin untergebracht.
Weitere Einsätze:
- Kämpfe an der Höhe 108
- Lorettoschlacht
- Kämpfe bei Vimy

### 1916
Das 24e régiment d’Infanterie wurde in der Schlacht um Verdun eingesetzt und kämpfte in den Abschnitten am Fort Vaux, im Caillettewald und am Tunnel von Tavannes. Es traf in der Nacht vom 7. auf den 8. April auf dem Schlachtfeld ein, um das „10e bataillon de chasseurs“ (10. Jägerbataillon) und das „158e régiment d’infanterie“ abzulösen. In der Nacht vom 31. Mai auf den 1. Juni musste die Einheit einen vernichtenden deutschen Angriff über sich ergehen lassen, dem ein fünftägiges Trommelfeuer vorangegangen war. Es waren 1200 Ausfälle an Toten, Verwundeten und Vermissten zu verzeichnen, einige Kompanien bestanden nur noch aus einer Handvoll Männer in einem Granattrichter. Am frühen Morgen war lediglich ein einziges, schussbereites Maschinengewehr übriggeblieben.

### 1917
Die Einheit hielt bis Januar den Unterabschnitt auf dem Plateau von Hardaumont nördlich des Vaux-Teich (Verdun).
Danach Verlegung an den Chemin des Dames mit Kampfeinsätzen bis zum Ende des Jahres.

### 1918
- Schlacht bei Amiens
- Das Regiment hatte bei Charleroi, an der Marne, bei Godat, d’Aix-Noulette, Verdun, am Chemin-des-Dames, bei Tahure, Bessons,  Canny-sur-Matz, Pontavert und Sissonne gekämpft.

## Zweiter Weltkrieg
Zu Beginn des Zweiten Weltkriegen formierten zwischen August und September 1939 das 24e R.I., das „46e régiment d’infanterie“ und das 5e régiment d’infanterie die „10e division d’infanterie“, genannt „Pariser Division“. Es folgte die Zeit des Sitzkrieges (Drôle de guerre), bei dem die Einheit nicht aktiv wurde.
Nach dem deutschen Angriff wurde das Regiment am 15. Mai 1940 per Lastkraftwagen an die Aisne verlegt. Am 16. und 17. Mai bezog es dort Stellungen in dem 20 Kilometer breiten Abschnitt zwischen Château-Porcien und Vieux-lès-Asfeld, um den Fluss an seinem südlichen Ufer zu verteidigen. Der Regimentsstab von Colonel Sausse war in Saint Loup im letzten Haus an der Ecke der Route départementale zur Rue Basse untergebracht. Hier befand sich auch die Funkstation und ein Beobachtungsposten. Das 2. Bataillon bezog eine Sperrlinie von Saint Loup über die Höhe 146 bis zum Jean Claude Wald. Am 15. Mai erhielten die Bewohner von Saint Loup den Evakuierungsbefehl und reihten sich in die Kolonnen der Flüchtlinge ein.
Zwischen dem 17. und dem 20. Mai wies das Regiment mehrere Versuche der Deutschen, die Aisne zu überqueren ab. Dabei wurden Gegenangriffe durchgeführt, die zu erheblichen Verlusten führten. Trotz des massiven deutschen Drucks konnten die Stellungen behauptet werden.
Um 3:00 Uhr am Morgen des 9. Juni setzte starkes Artilleriefeuer auf die Stellungen ein, das später durch Luftangriffe verstärkt wurde. (Die Beschießung durch die an Truppen und Panzern sich in der Überzahl befindlichen Deutschen dauerte bis zum 10. Juni an.)
Am 10. Juni wurde um 5:00 Uhr morgens die motorisierte Abteilung der 19e GRCA (Groupe de Reconnaissance de Corps d’Armée – Aufklärungsgruppe des 19. Armeekorps) mit voller Wucht angegriffen. Trotzdem ließ der Widerstand in diesem Abwehrbereich nicht nach, auch wenn die Bataillone des Regiments bereits eingekesselt waren und sich der Regimentskommandeur schon in deutscher Gefangenschaft befand. Weitere 23 Stunden später, die Regimentsfahne war in Sicherheit gebracht, fiel der letzte Schuss, das 24. Infanterieregiment hatte aufgehört zu bestehen. Einige Soldaten konnten aus der Umklammerung entkommen, sie wurden bei der Verteidigung der Suippe-Linie eingesetzt.
Der deutsche Befehlshaber sagte zu Colonel Sausse:

„Je vous félicite de la magnifique résistance de votre régiment, ce fut très dur pour nous.“

(Ich gratuliere Ihnen zu dem, von Ihrem Regiment geleisteten, ausgezeichneten Widerstand, der es uns sehr schwer gemacht hat.)
Beim Abmarsch aus Paris hatte das Regiment aus 83 Offizieren, 240 Unteroffizieren und 2.800 Mannschaften bestanden. Davon waren bei der Kapitulation noch 8 Offiziere, 47 Unteroffiziere und 350 Mannschaften übriggeblieben. Allein im Bereich von Saint Loup waren 86 Mann gefallen, einschließlich des Chef d’escadrons Robert de Vanssay des 19e GRCA (Groupe de Reconnaissance de Corps d’Armée).

## 1945 bis 1997

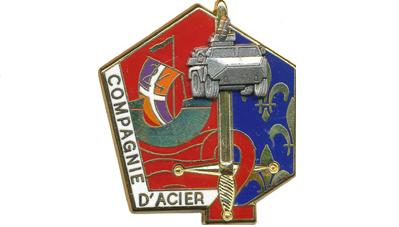
Internes Verbandsabzeichen der 2. Kompanie des Regiments

- Das Regiment war mit dem 2. Bataillon in Bernay sowie dem 1. und 3. Bataillon in Aubervilliers stationiert.
- 1984: Dem 3e  Corps d’Armée mit Stab in Saint-Germain-en-Laye zugeteilt
- 1990–1992: Regiment des CS 1 in Vincennes. Die Hauptaufgabe würde in der Verteidigung von Paris bestehen, dazu wurde die Einheit in Sissone[6] im Häuserkampf ausgebildet.
- 1994: Die 2. Kompanie nahm an einer sechsmonatigen UN-Friedensmission in Biatch (Bosnien-Herzegowina) teil, wo sie ihre Aufgabe, trotz der sich verstärkenden Kämpfe bis zum Fall des Ortes wahrnahmen.
- 1995: Zusammen mit dem „5e régiment du génie“ (5. Pionierregiment) in Versailles wurde das Regiment  der Territorialverteidigung „Forces de Défense du Territoire“ für das Departement Île-de-France zugewiesen.

- Das Auflösungsappell fand am 13. Juni 1997 in Vincennes statt.
- Am 27. Juni 2013 wurde das Regiment als Kaderverband in Bataillonsstärke wieder aufgestellt und der Reserve zugewiesen.

## Regimentsfahne
Auf der Rückseite der Regimentsfahne sind (seit Napoleonischer Zeit) in goldenen Lettern die Feldzüge und Schlachten aufgeführt, an denen das Regiment ruhmvoll teilgenommen hat.

## Auszeichnungen
Das Fahnenband ist mit dem Croix de guerre 1914–1918 mit zwei Palmenzweigen für die lobende Erwähnung im Armeebericht und einen goldenen Stern für die lobende Erwähnung im Bericht des Armeekorps dekoriert.
Am 17. Februar 1919 erhielt es die Fourragère in den Farben des Croix de guerre.

## Bekannte Angehörige des Regiments
- Victurnien Bonaventure de Rochechouart de Mortemart, Soldat und Politiker des XVIII und XIX Jahrh., Colonel en second des Régiment de Brie (Lieutenant-colonel im Jahre 1778)
- 1791: Dominique-Joseph René Vandamme
- 1792: Capitaine Pierre Dupont de l’Étang

Sous-lieutenant Pierre Louis François Paultre de Lamotte, später Lieutenant général der Kavallerie
- 1937: Der Schauspieler  André Robert Raimbourg genannt Bourvil erhielt seine Einberufung zum Wehrdienst und wurde als Hornist eingesetzt